# エンゼルバンク-ドラゴン桜外伝-
『エンゼルバンク-ドラゴン桜外伝-』（エンゼルバンク ドラゴンざくらがいでん）は、三田紀房による日本の漫画作品。漫画雑誌『モーニング』（講談社）にて2007年第45号（2007年10月25日号）から2010年28号まで連載。単行本は全14巻。全125話。『ドラゴン桜』の登場人物を引き継ぎ、転職を題材に、高校の英語教師から転職代理人に転職した主人公が海老原嗣生をモデルとするカリスマ転職代理人のもとで奮闘する姿を通じて就職難を生き抜く術を描いた社会人のための『ドラゴン桜』。
タイトルが示す通り、前作『ドラゴン桜』のストーリーを継承する形で連載が開始され、そのためキャラクターの多くが前作から引き続いて登場する。
『エンゼルバンク〜転職代理人』（エンゼルバンク〜てんしょくだいりにん）としてテレビドラマ化され、2010年にテレビ朝日系「木曜ドラマ」枠で連続ドラマとして放送された。

## 概要
私立の龍山高校で英語担当の教師をしていた井野真々子は、教師としての成果を挙げながらも教師でいることに飽きてしまい、転職を決意する。そんな時、桜木が主催するビジネスセミナーの会場で、桜木に"転職代理人"・海老沢康生を紹介される。「人の価値は相場で決まる」「30過ぎたら利息で暮らせ」などの海老沢や桜木のアドバイスを受け、教師を続ける事を決意しかかっていた井野だったが、海老沢の勧めで海老沢が所属している転職サポート会社・ライフパートナーに転職する。
井野は海老沢直属の部下となり、海老沢や桜木が極秘裏に進める「日本支配計画」に巻き込まれながらも、キャリアパートナーとして日々奮闘していくことになる。

## 登場人物
井野真々子（いの ままこ）
主人公。元・龍山高校の英語教師。教師の仕事に未練がなくなり、新しいことをしたいという単純な理由から、海老沢康生の伝でライフパートナーに転職。何の予備知識もないままクライアントを付けられ、試行錯誤しながら新しい仕事に挑んでいる。頭のトンガリがなくなっている。
海老沢康生（えびさわ やすお）
転職サポート事業・ライフパートナーの転職代理人。独自の価値観を持つことから社内では変人扱いされている。若い頃から投資によって既に財を築いている自由人（本人曰く「会社内独立国家の王様」だが井野に言わせれば「裸の王様」。）で、代理人の仕事を通じて有望企業に懇意の人材を送り込む「日本支配計画」を実行している。他にも、作者が同じだが集英社の『スーパージャンプ』に掲載されている「銀のアンカー」に、白川義彦の友人として出版社を跨いで出演している。
小学生時代に、チョコボールの「金のエンゼル」と「銀のエンゼル」を売買し、子供達の間で巨大な市場「エンゼルバンク」を形成して利益を得たことが、投資家としての彼のルーツとなる。またこの経験から、「モノの価値は全て相場で決まる」という持論を持つに至り、その後の人生の指針となっている。
モデルはリクルートエージェントフェローの海老原嗣生。
田口
ライフパートナーの企業営業担当社員で、元警察官。井野より年下だが何かと気が合うようで、良き相談相手となっている。
桂木悠也（かつらぎ ゆうや）
海老沢の2人目の部下。東京大学経済学部から大手総合商社の五菱物産（いつびしぶっさん）に就職した「絵に描いたようなエリート」であったが、極端な完璧主義者で理屈のみで物事を見てしまうがゆえに会社に馴染めず、コンサルティング会社への転職を希望して井野のクライアントとなる。
その後、海老沢との出会いが心境の変化をもたらし、また海老沢と井野の「上司・部下に関わらず言いたいことを言い合える」関係に憧れを抱いたため、ライフパートナーへと転職し海老沢や井野と共に働くこととなる。
大学時代の同級生との会話がきっかけとなり、「日本の産業を復活させる」ことを目的として考案した「容易に使える特許データベースを提供し、ウェブサイトに集まった技術者達に職場を紹介する」というベンチャービジネスを実現するために退職する。
桜木建二（さくらぎ けんじ）
『ドラゴン桜』の主人公。元暴走族という異色の弁護士。破綻寸前だった龍山高校の建て直しに成功。その後も数々の学校を再建し「学校法人の救世主」と呼ばれる。ビジネス塾も経営している。真々子からたびたび人生相談を受けて煙たがっているが、なんやかんやでアドバイスを送っている。
水野直美（みずの なおみ）
『ドラゴン桜』より登場。無事東京大学への入学を果たし、現在は学費を工面するため実家のカラオケスナックでアルバイトをする。これまでの生い立ちから貧しさを憎み、ひたすら「収入の多さ」を求めてがむしゃらに就職活動を行うが、思うように内定が取れず苦しむ。
矢島勇介（やじま ゆうすけ）
『ドラゴン桜』より登場。浪人を経て東大に合格する。「日本を変えたい」という高い志を持っており、官僚を志望している。

## 書誌情報

### 単行本
1. 2008年1月23日発行 ISBN 978-4-06-372661-9
2. 2008年4月23日発行 ISBN 978-4-06-372684-8
3. 2008年7月23日発行 ISBN 978-4-06-372719-7
4. 2008年10月23日発行 ISBN 978-4-06-372742-5
5. 2009年1月23日発行 ISBN 978-4-06-372770-8
6. 2009年4月23日発行 ISBN 978-4-06-372790-6
7. 2009年7月23日発行 ISBN 978-4-06-372819-4
8. 2009年10月23日発行 ISBN 978-4-06-372841-5
9. 2009年12月22日発行 ISBN 978-4-06-372857-6
10. 2010年1月22日発行 ISBN 978-4-06-372870-5
11. 2010年2月23日発行 ISBN 978-4-06-372892-7
12. 2010年4月23日発行 ISBN 978-4-06-372898-9
13. 2010年5月21日発行 ISBN 978-4-06-372912-2
14. 2010年8月23日発行 ISBN 978-4-06-372928-3

繁體中文 東販《東大特訓班外傳 轉職必勝班》
1. 2009年8月15日発行 ISBN 978-986-251-001-8
2. 2009年8月15日発行 ISBN 978-986-251-002-5
3. 2009年11月1日発行 ISBN 978-986-251-044-5
4. 2009年12月18日発行 ISBN 978-986-251-091-9
5. 2010年4月1日発行 ISBN 978-986-251-149-7
6. 2010年5月15日発行 ISBN 978-986-251-190-9
7. 2010年8月15日発行 ISBN 978-986-251-231-9

## テレビドラマ
『エンゼルバンク〜転職代理人』（エンゼルバンク〜てんしょくだいりにん）は、2010年1月14日から3月11日まで毎週木曜日21:00 - 21:54に、テレビ朝日系列の「木曜ドラマ」枠で放送された。主演は長谷川京子で、本作が第一子出産に伴う産休後のドラマ復帰作となる。
福井放送は2日遅れの2010年1月16日から毎週土曜日の21:00 - 21:54。
長谷川はTBS系列で2005年放送のドラマ版『ドラゴン桜』でも井野真々子役で出演していた。また同ドラマに新垣結衣も香坂よしの役で出演していた。

### キャスト
- 井野真々子 - 長谷川京子
- 田口僚太 - ウエンツ瑛士（WaT）
- 野々村南 - 村上知子（森三中）
- 江村夏生 - 中村蒼
- 小笠原マナミ - 大島優子（AKB48）
- 北城薫 - 君沢ユウキ
- 日比野糸子 - 奥村佳恵
- 唐木田衿子 - 鈴木美恵
- 川添甚助 - 尾美としのり
- 唐木田力哉 - 高知東生
- 園池真二郎 - 西岡徳馬
- 海老沢康生 - 生瀬勝久

### ゲスト
第1話「主婦の再就職! 価値0円と言われた女」
- 藤川花凛 - 新垣結衣
- 長野弥生 - 奥貫薫
- 長野力哉 - 矢柴俊博
- 私立栄琳高校校長 - 須永慶
- 勝間和代 - 勝間和代（本人役）
- 中森勘一 - 小野武彦

第2話「転職できない男!? 成功の五角形」
- 山口彬裕 - 忍成修吾
- 竹田信也 - 中原丈雄

第3話「屈辱とプライド ベテランOL 運命の選択」
- 北川久美子 - 櫻井淳子
- 岡本麗華 - 羽田美智子
- 保育士 - 今井りか

第4話「父の転職活動!! 試される親子の絆」
- 江村良男 - 北見敏之
- 室田 - 升毅
- 中島文雄 - 中丸新将

第5話「会社が倒産寸前!! 逃げるか? 残るか?」
- 内藤浩也 - 長谷川朝晴
- 内藤梓 - いとうあいこ
- 牧原輝明 - 田中実
- 並木勝三 - 鶴田忍
- 市岡一樹 - デビット伊東

第6話「女子アナフリー宣言! 転職の理想と現実」
- 松沢美奈 - 小沢真珠
- 森田武雄 - 山崎樹範
- 豊島秀樹 - 石丸謙二郎
- 沖田舞子 - 杉ありさ
- 勝田和宏 - 勝田和宏（本人役、当時テレビ朝日アナウンサー）
- 前田有紀 - 前田有紀（本人役、テレビ朝日アナウンサー）
- 竹内由恵 - 竹内由恵（本人役、テレビ朝日アナウンサー）

第7話「幸福の値段」
- 石井行弘 - 葛山信吾
- 笹塚雄司 - 加藤虎ノ介
- 広瀬芳子 - 小林涼子
- 笹塚美樹子 - 黒坂真美
- 石井の恋人 - 三浦葵

最終話「女が仕事を辞めるとき」
- 岡島和沙 - 鈴木砂羽
- 岡島貴臣 - 鈴木浩介
- 岡島フキ - 藤田弓子
- 原田佳奈

### スタッフ
- 原作 - 三田紀房「エンゼルバンク -ドラゴン桜外伝-」（講談社「週刊モーニング」連載中）
- 脚本 - 荒井修子
- 音楽 - 仲西匡
- 演出 - 片山修、梶山貴弘、今井和久、二宮浩行
- 主題歌 - レミオロメン「花鳥風月」（OORONG RECORDS）
- 挿入歌 - 鶴「小さくても世界は変わってる」（ワーナーミュージック・ジャパン）
- ナレーション - 西村清孝
- 音楽プロデュース - 志田博英
- プロデューサー - 大川武宏、遠田孝一、布施等、藤田滋生
- 取材協力 - リクルートエージェント
- 制作協力 - レプロエンタテインメント
- 制作 - テレビ朝日、MMJ

### 放送日程
| 放送回                                                    | 放送日  | ラテ欄                                                    | サブタイトル                         | 演出     | 視聴率 |
| --------------------------------------------------------- | ------- | --------------------------------------------------------- | ------------------------------------ | -------- | ------ |
| 第1話                                                     | 1月14日 | 価値0円の女!! 離婚主婦の再就職                            | 主婦の再就職! 価値0円と言われた女    | 片山修   | 7.5%   |
| 第2話                                                     | 1月21日 | 職場いじめに泣く男 就職氷河期!! 不況に強い会社の見分け方! | 転職できない男!? 成功の五角形        | 片山修   | 6.1%   |
| 第3話                                                     | 1月28日 | 冒険か? 妥協か!? 働く女性人生の選択                       | 屈辱とプライド ベテランOL 運命の選択 | 今井和久 | 7.0%   |
| 第4話                                                     | 2月04日 | 父の退職!! 試される家族の絆                               | 父の転職活動!! 試される親子の絆      | 今井和久 | 4.7%   |
| 第5話                                                     | 2月18日 | 夫の会社が危ない!? 倒産危険度チェック                     | 会社が倒産寸前!! 逃げるか? 残るか?   | 二宮浩行 | 5.1%   |
| 第6話                                                     | 2月25日 | 30代女子アナ転職!! 転落と逆転人生                         | 女子アナフリー宣言! 転職の理想と現実 | 梶山貴弘 | 6.4%   |
| 第7話                                                     | 3月04日 | 30億稼ぐ男vs強気女 幸せの値段は!?                         | 幸福の値段                           | 二宮浩行 | 6.3%   |
| 最終話                                                    | 3月11日 | 女が仕事を辞める時 夫婦の選択!!                           | 女が仕事を辞めるとき                 | 二宮浩行 | 5.9%   |
| 平均視聴率 6.1%（視聴率は関東地区・ビデオリサーチ社調べ） |         |                                                           |                                      |          |        |

- 初回視聴率は同枠では「炎の消防隊」以来、14年振りに7%台と厳しいスタートとなった。
- 2010年2月11日は「いきなり! 黄金伝説3時間スペシャル」のため休止。

### その他
- 2010年1月1日放送の『芸能人格付けチェック』に長谷川京子と村上知子が“チームエンゼルバンク”として出場。

### 遅れネット局
- 山陰放送（TBS系列）：2010年4月5日から同年同月8日までの13:55 - 15:50の2話集中放送。
- テレビ宮崎（フジテレビ・日本テレビ・テレビ朝日トリプルネット局）：2010年8月24日から9月3日まで平日14:05 - 15:00の『ドラマセレクション』枠で集中放送。

| テレビ朝日系列 木曜ドラマ                                              | テレビ朝日系列 木曜ドラマ                              | テレビ朝日系列 木曜ドラマ                                |
| 前番組                                                                 | 番組名                                                 | 次番組                                                   |
| ---------------------------------------------------------------------- | ------------------------------------------------------ | -------------------------------------------------------- |
| 交渉人〜THE NEGOTIATOR〜 （第2シリーズ） （2009年10月22日 - 12月17日） | エンゼルバンク〜転職代理人 （2010年1月14日 - 3月11日） | 同窓会〜ラブ・アゲイン症候群 （2010年4月22日 - 6月17日） |